# خطر أخلاقي
في الإقتصاد، يحدث الخطر الأخلاقي عندما يزيد شخص ما تعرضه للمخاطر عند التأمين، خاصة عندما يأخذ الشخص مخاطر أكثر لأن شخص آخر يتحمل تكلفة تلك المخاطر. وبمعنى آخر يحدث خطر أخلاقي عندما تتغير إجراءات أحد الأطراف على حساب الآخرين بعد إجراء معاملة مالية.
يتخذ الطرف الأول قرارًا بشأن حجم المخاطرة، في حين يتحمل الطرف الآخر التكاليف إذا ساءت الأمور أكثر مما ينبغي، والطرف الأول المعزول عن المخاطر يتصرف بشكل مختلف عن سلوكه لو أنه تحمل نتائج المخاطر لوحده.

## مفهوم الخطر الأخلاقي
يحدث الخطر الأخلاقي عندما يحصل أحد أطراف العقد على الفرصة التي يفترض أن المخاطر الإضافية ستؤثر بشكل سلبي على الطرف الأخر، كما لا يعتمد القرار على ما يعتبره صحيحًا ولكن على ما يقدمه من مستويات فائدة أعلى، ومن ثم الإشارة إلى الأخلاق. ويمكن أن ينطبق هذا على الأنشطة في التمويل، مثل العقد بين المقترض والمقرض، فضلا عن صناعة التأمين.
كما يعرف الخطر الأخلاقي بأنه الخطر الذي تكون فيه نية أحد أطراف المعاملة سيئة، والذي يقدم معلومات مضللة عن أصوله أو التزاماته أو قدرته الائتمانية، أو يكون لديه حافز للحصول على مخاطر غير تقليدية في محاولة يائسة لكسب الربح قبل تسوية عقد ما، ويمكن للخطر الأخلاقي أن يكون موجودًا في أي وقت يتفق فيه الطرفان مع بعضهما البعض، كما يمكن لكل شخص في العقد أن يحصل على فرصة الربح من التصرف بشكل يخالف للمبادئ المنصوص عليها في الاتفاقية.

## الخطر الأخلاقي وصناعة التأمين
عندما يحصل مالك العقار على تأمين على عقار، يستند العقد إلى فكرة أن مالك العقار سيتجنب المواقف التي قد تضر بالممتلكات، ويوجد الخطر الأخلاقي حيث أنّ صاحب العقار، بسبب توافر التأمين، قد يكون أقل ميلًا لحماية الممتلكات، لأن الدّفعَ من شركةِ التأمينِ يقلّلُ منَ العبء على مالكِ العقارِ في حالةِ وقوعِ كارثةٍ.

## الخطرُ الأخلاقيُّ والأزمةُ الماليّةُ لعام 2008
قبل الأزمة المالية في عام 2008 ، يمكن أن تكون بعض الإجراءات على بعضٍ من المقرضين بمثابة خطر أخلاقي، على سبيل المثال، ربما تمّ تشجيعُ سمسار رهن عقاري يعمل لصالح المقرض من خلال استخدام الحوافز، مثل العمولات، للحصول على أكبر عدد ممكن من القروض بغض النظر عن الوسائل المالية للمُقترض. ولما كان القصد من القروض هو البيع للمستثمرين، وتحويل المخاطر بعيداً عن مؤسسة الإقراض، فإن سمسار الرهن العقاري والمقرض الأصلي حققوا مكاسب مالية من المخاطر المتزايدة بينما يقع عبء المخاطر المذكورة آنفاً على عاتق المستثمر.
كما واجه المقترضين الذين بدأوا يكافحون لدفع أقساط الرهن العقاري مخاطرَ أخلاقيّة عند تحديد ما إذا كانوا يحاولون الوفاءَ بالالتزام المالي، أو الابتعاد عن القروض التي كان من الصعب سدادها. مع انخفاض قيم العقارات، فإن المقترضين سينتهي بهم المطاف للتوقف عن تسديد قروضهم. وحيث كانت قيمة المنازل أقل من المبلغ المستحق على الرهن العقاري المرتبطة بها، قد يكون بعض مالكي المنازل رأوا هذا كحافز على التوقف عن السداد، حيث أن عبئهم المالي سيقل من خلال التخلي عن العقار. عند التخلي عن السداد، يُحمِّل المقترضون خطرًا للمقرِضِين حيث ستقع بعض العقوبة على المؤسسات المالية التي تحتفظ بالقروض.
يمكن أن يحدث الخطر الأخلاقي في ظل نوع من عدم التماثل في المعلومات، حيث يعرف الطرف المخاطر في المعاملة عن نواياه أكثر من الطرف الذي يدفع عواقب الخطر. على نطاق أوسع، يمكن أن يحدث الخطر الأخلاقي عندما يكون لدى الطرف الذي لديه المزيد من المعلومات حول تصرفاته أو نواياه نزعة أو حافزٌ على التصرف بشكل غير لائق من وجهة نظر الطرف الذي يملك معلومات أقل.
ينشأ الخطر الأخلاقي أيضا في مشكلة الموكل والوكيل حيث يعمل أحد الأطراف ، ويدعى وكيل ، نيابة عن طرف آخر ، يسمى المُوكِّل. عادة ما يكون لدى الوكيل مزيد من المعلومات حول تصرفاته أو نواياه عما يفعله للموكِل، لأن الموكِل عادةً لا يمكنه مراقبة الوكيل بالكامل. قد يكون لدى العامل حافزٌ للعمل بشكل غير لائق (من وجهة نظر الموكِل) إذا كانت مصالح الوكيل والمدير غير متساوقة أو متضاربة.